# Vomano
Vomano (latin: Vomanus) er en 76 km lang flod, der løber i regionen Abruzzo i Italien. Dens udspring er nær Monte San Franco ved Gran Sasso d'Italia og Lago di Campotosto i provinsen L'Aquila. Floden løber ind i provinsen Teramo og løber mod nordøst ved Montorio al Vomano og Basciano. Floden Fucino løber ind i Vomano syd for Crognaleto og Mavone løber ind i Vomano nær Basciano. Den løber ud i Adriaterhavet i nærheden af Roseto degli Abruzzi.
I 1995 blev en stor del af flodens afvandingsområde udlagt som naturpark under navnet Parco territoriale attrezzato del Fiume Vomano.